# 近江鉄道モハ51形電車
近江鉄道モハ51形電車（おうみてつどうモハ51がたでんしゃ）は、近江鉄道が1941年（昭和16年）に電動貨車の改造名義で新製した電車（制御電動車）である。1978年（昭和53年）に銚子電気鉄道へ譲渡され、同社デハ700形電車として運用された。
本項では、モハ51形の種車となった電動貨車デユワ101形電車について記述するとともに、銚子電気鉄道へ譲渡された後の動向についても詳述する。

## 概要
モハ51形の種車となった電動貨車デユワ101形101・102は、近江鉄道の全線電化に際して1928年（昭和3年）3月20日付認可で川崎造船所（現・川崎重工業車両カンパニー）において新製された、全長14,630.4mm（=43フィート6インチ）の木造車体を備える荷物・郵便合造構造の荷物電車である。郵便室部分には最大で郵便袋77個を積載可能なスペースを有し、区分棚や押印台を備える本格的な郵便輸送設備を持った車両であった。主要機器はデユワ101形と同時に導入された旅客用車両デハ1形電車と同様、当時の近江鉄道の親会社であった宇治川電気電鉄部（のち鉄道部門を山陽電気鉄道として分離独立）より譲り受けたとされる機器類を搭載、台車のみを新製して竣功した。
デユワ101形は本来の用途である荷物・郵便輸送のほか、電気機関車代用として貨物列車牽引にも充当されたが、輸送力増強のため同形式を種車として旅客用車両を増備することとなり、1941年（昭和16年）5月13日付認可でモハ51形51・52の2両が日本鉄道自動車工業（現・東洋工機）において新製された。主要機器は種車より流用したものの、車体は台枠から新製され、比較的浅い屋根と上下寸法の大きな窓を備える軽快な半鋼製車体を採用、客用扉には戸閉装置（ドアエンジン）を装備した。半鋼製車体・戸閉装置とも近江鉄道における初採用例であり、モハ51形（以下「本形式」）は当時の近江鉄道に在籍する車両中最も近代的な設備を備える車両となった。
戦後に施工された各種改造を経て、1978年（昭和53年）にモハ51・52とも銚子電気鉄道へ譲渡され、同社デハ700形701・702となった本形式は、2010年（平成22年）まで現役の車両として運用された。

## 車体
全長15,365mmの半鋼製車体を備える。前後妻面に運転台を有する両運転台構造を採用、妻面形状は緩い円弧を描く平妻型で、3枚の前面窓のうち中央部の窓幅を狭めた非貫通構造の3枚窓設計である。運転台部分には乗務員扉を備え、側面には片開式の客用扉を片側2箇所設置、側窓は上下寸法を大きく取った二段窓、側面窓配置はd2D7D2d（d：乗務員扉、D：客用扉、各数値は側窓の枚数）である。
前述の通り、客用扉は戸閉装置を備える自動扉を近江鉄道において初めて採用し、車内はロングシート仕様であった。
車体塗装については、竣功当初のマルーン1色から、戦後親会社である西武鉄道からの譲渡車両導入に伴って西武鉄道における標準塗装を踏襲したマルーンとイエローの2色塗りに変更され、さらに後年西武鉄道における標準塗装がローズレッドとトニーベージュの2色塗り、いわゆる「赤電塗装」に変更されたことに伴って、本形式を含む近江鉄道の全保有車両についても車体塗装をローズレッドとトニーベージュの2色塗りに改めた。

## 主要機器
主要機器については本形式の種車であるデユワ101形当時と変化はなく、従ってデハ1形とも同一性能であった。
主制御器は電空カム軸式の自動加速制御装置PC-101-C2を、主電動機は定格出力70 hp (52 kW)の直流直巻電動機SE-119-Cをそれぞれ搭載する。いずれもゼネラル・エレクトリック (GE) 社製もしくはGE社の国内ライセンス生産による芝浦製作所（現・東芝）製の製品で、前述の通り宇治川電気電鉄部より購入した機器とされる。
制動装置はM三動弁を採用するAMM自動空気ブレーキを常用し、手ブレーキを併設する。
台車はデユワ101形の製造に際して新製した住友製鋼所製の鋳鋼組立型釣り合い梁式台車KS33Lを装着する。同台車は弓形の釣り合い梁（イコライザー）を外観上の特徴とし、固定軸間距離は1,981mm、車輪径は864mmである。

## 導入後の変遷
導入以来、主に近江鉄道が非電化・蒸気動力当時から保有する木造客車を牽引して2 - 3両編成で運用されたが、戦後の西武鉄道からの譲渡車両導入に伴って制御電動車および制御車の組み合わせによる編成形態が常態化し、両運転台構造である必要性が薄れたことから、1961年（昭和36年）3月31日付認可によりモハ51・52ともに片運転台化改造が実施された。改造に際しては非パンタグラフ側妻面の運転台を撤去して貫通路を設置したほか、パンタグラフ側の妻面をモハ131形電車など「近江形」の流儀に則って湘南型類似のHゴム固定支持方式による2枚窓構造に改造した。撤去された運転台側の乗務員扉は埋め込み撤去され、撤去跡には乗務員扉幅に合わせた狭幅の側窓を新設、側面窓配置はd2D7D3と変化した。
片運転台化改造後の本形式はクハ1207形・クハ1212形など制御車各形式と編成され、後年車内照明の蛍光灯化・車内放送装置および扇風機新設など改造を受けつつ運用されたが、500系電車の増備によって1978年（昭和53年）1月に廃車となり、モハ51・52とも銚子電気鉄道へ譲渡された。

## 銚子電気鉄道譲渡後

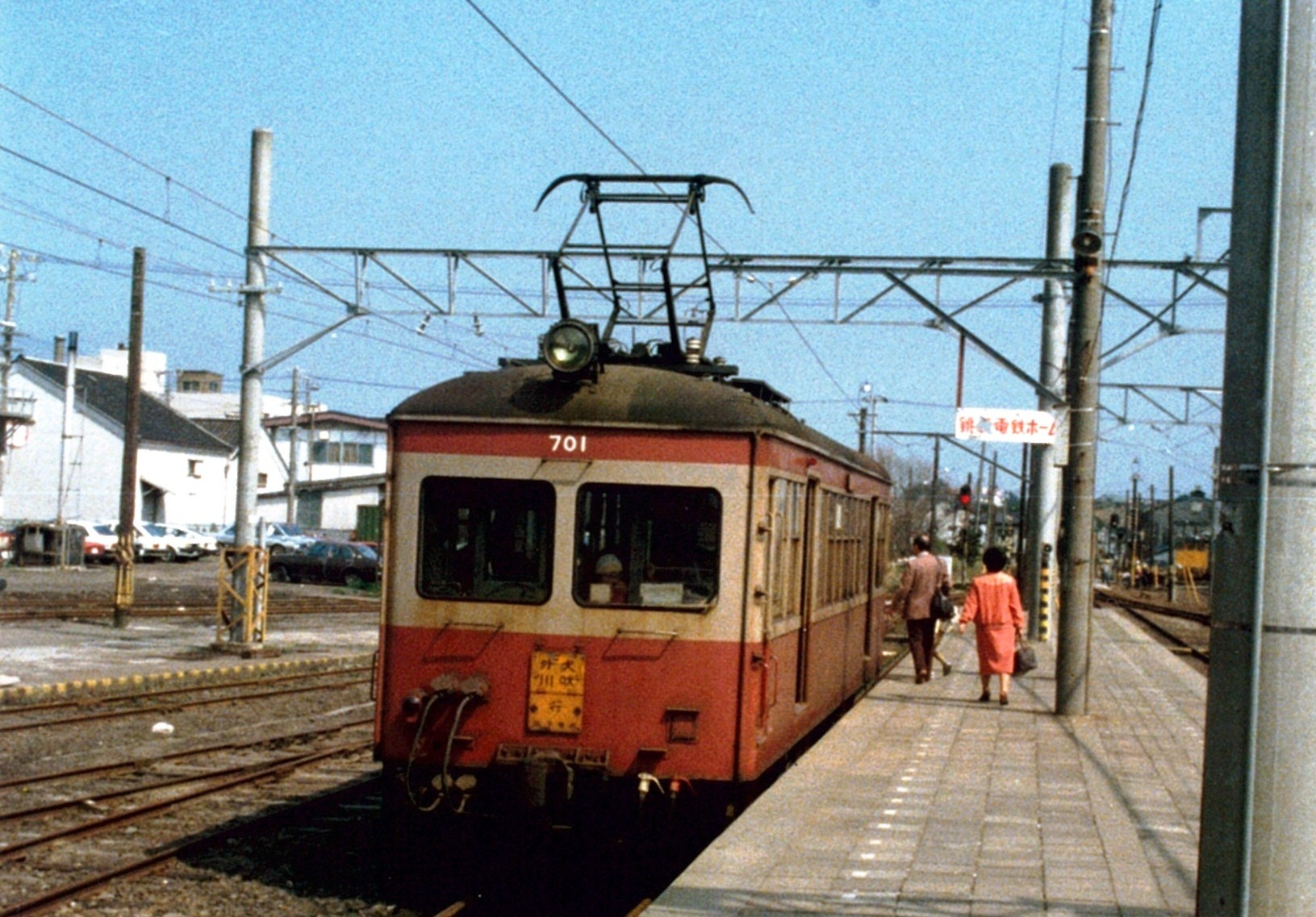
旧塗装当時のデハ701
（元近江モハ51・1983年）

銚子電気鉄道では、老朽化したデハ201とハフ1形二軸客車の淘汰目的で、1978年（昭和53年）1月24日付でモハ51・52を譲受、デハ700形として導入した。導入に際しては西武所沢車両工場において各種改造が実施され、同年3月にデハ701（元モハ51）が、同年8月にデハ702（元モハ52）がそれぞれ竣功した。2両とも旧連結面側の妻面に運転台を設置して再び両運転台構造となったが、外川向き妻面に相当する増設運転台側は窓枠をHゴム固定支持とした3枚窓・非貫通構造とされ、近江鉄道における妻面改造・片運転台化以前とは逆に妻面中央部の窓が広幅となった。
営業運転開始後は銚子電気鉄道における主力車両となり、デハ1000形（元営団2000形電車）入線までは唯一総括制御が可能であったことから、ラッシュ時は2両編成で充当されている。デハ1000形導入後に実施された1994年（平成6年）12月のワンマン運転方式導入に伴い、デハ701はワンマン運転対応化改造が実施された一方、デハ702は改造対象から外れたため、デハ701は単行運用にも用いられたが、デハ702は多客時の増結用車両となり、以降運用頻度が低下した。
デハ701は1994年（平成6年）にテレビ番組『おまかせ!山田商会』の企画で塗色が黄色一色にイラストを配したものに変更されていたが、翌1995年（平成7年）6月24日に笠上黒生駅付近で発生した衝突事故によって車体を破損、復旧に際して尾灯が引掛式（いわゆる「ガイコツテール」）から埋込式に変更されたほか、車体塗装が原形に戻された。デハ701はこの事故の影響で台枠に歪みが生じたものの、廃車となることなく継続して運用された。またデハ702は2007年（平成19年）11月の全般検査に際して車体塗色が1960年代の銚子電気鉄道における標準塗装であった水色と空色の2色塗りに変更された。
デハ700形はデハ800形801とともに国土交通省関東運輸局による是正勧告の対象車両となり、2000形（元伊予鉄道800系電車）の導入に際して廃車とする方針が決定した。デハ702については2009年（平成21年）8月24日から同月28日までの間、モバイルオークション「au one モバオク」に出品され、売却先を募集した。
後にデハ701・702ともに一般運用からは離脱し、団体貸切もしくは臨時列車運用に専従したのち、デハ702は2010年（平成22年）1月23日にさよなら運転を実施して営業運転を終えた。また、同年3月下旬に行われる予定であったデハ701のさよなら運転は、諸般の事情により約半年遅れの同年9月23日に実際され、営業運転を終了した。
両車とも御宿町の養鶏業者「村石養鶏場」に売却され、いすみ市の鉄道保存施設「ポッポの丘」に保存された。